# Sommerschafweide auf Hagnau
Die Sommerschafweide auf Hagnau ist ein vom Landratsamt Münsingen am 31. Mai 1955 durch Verordnung ausgewiesenes Landschaftsschutzgebiet auf dem Gebiet der Gemeinde Zwiefalten.

## Lage und Beschreibung
Das 9,6 Hektar große Landschaftsschutzgebiet liegt etwa einen Kilometer westlich des Zwiefaltener Ortsteils Gauingen. Es gehört zum Naturraum Mittlere Flächenalb und liegt in der Entwicklungszone des Biosphärengebiets Schwäbische Alb.
Geologisch stehen hauptsächlich die Liegenden Bankkalke und die Oberen Massenkalke des Oberjuras an.
Das Landschaftsschutzgebiet ist infolge der Nutzungsaufgabe heute überwiegend durch Sukzession oder Aufforstung bewaldet. Im Norden und im zentralen Bereich befinden sich zwei Wirtschaftswiesen.